# Душьянта
Душья́нта (санскр. दुष्यन्त или санскр. दुष्‍यंत, «разрушитель зла», буквально «конец злых» — от दुष्ट, «злой человек», и अन्तः, «конец, завершение») — древнеиндийский царь, герой классической индуистской литературы и мифологии.

## Биография
Душьянта был мужем Шакунталы и отцом императора Бхараты — основателя династии Бхаратов. События его жизни описаны в «Махабхарате» и в драме Калидасы «Абхиджняна-Шакунтала» («Сакунтала» в пер. К. Бальмонта). Согласно «Махабхарате», Душьянта был сыном Илины и Ратхантары.
В драме Калидасы Душьянта описан как святой воин и защитник ведической религии; так, царь богов (девов) Индра призывает Душьянту сразиться со злом; после победы над злом, Душьянта удостоивается аудиенции и благословения отца богов, Кашьяпы.
Непосредственно или через своих вассалов, Душьянта правил территорией от Гандхары (современного Кандахара в Афганистане) до горной цепи Виндхья, и от Синдху (современного Пакистана) до Ванги (современный Бангладеш).